# Hydrograaf (schip, 1910)
Het stoomschip Hydrograaf was een hydrografisch opnemingsvaartuig van de Koninklijke Marine, dat metingen aan de zeebodem uitvoerde. Ondanks de lange staat van dienst is het in redelijk authentieke staat bewaard gebleven, hoewel er geen stoomaandrijving meer aan boord is. Het schip is bij een restauratie in 1985 voorzien van twee dieselmotoren en in gebruik genomen als salonboot.

## Bouw
Het schip werd in 1909-1910 gebouwd door de Maatschappij voor Scheeps- en Werktuigbouw Fijenoord in Rotterdam. Het schip werd op 11 oktober 1909 op stapel gezet en te water gelaten op 26 januari 1910. Zoals toentertijd gebruikelijk was het een stoomboot met twee kolengestookte stoommachines. Het kreeg een diepgang van slechts 1,80 meter, waardoor het uitstekend in staat was in de ondiepe kustwateren in Zuidwest-Nederland, de Zuiderzee en de Waddenzee te opereren.

## Opnemingsvaartuig
Op 4 mei 1910 stelde de Koninklijke Marine de Hydrograaf in dienst. Meestal deed het schip van april tot en met oktober dienst als opnemingsvaartuig in een bepaalde regio. Buiten dit seizoen was het vanwege de weersinvloeden niet mogelijk om opnemingen te doen. Voor ieder seizoen werd het schip officieel in- en uit dienst gesteld. In de wintermaanden verbleef het schip meestal in Hellevoetsluis of in Willemsoord, Den Helder. Het schip voer niet in de grijze kleuren van de marine, maar had een zwarte romp en gele opbouw. In 1921 kreeg het schip versterking van de op dezelfde werf gebouwde Eilerts de Haan.

De Hydrograaf werd diverse keren gebruikt als koninklijk jacht tijdens bezoeken van koningin Wilhelmina, prins Hendrik en prinses Juliana aan plaatsen in de Zuid-Hollandse en Zeeuwse wateren. In het achterschip was benedendeks een hut voor dit doel ingericht. Tijdens het koninklijk bezoek aan Zeeland in 1921 bracht het koninklijk gezelschap de nacht van 15 op 16 september aan boord van het schip door, dat in de haven van Vlissingen lag. Om de volgende dag, 16 september, zo veel mogelijk plaatsen in Zeeuws-Vlaanderen in één dag te kunnen bezoeken, verzorgde het schip de overtochten Vlissingen-Breskens (ochtend), Breskens-Terneuzen (middag) en Terneuzen-Hansweert (avond). Op 31 maart en 1 april 1922 bracht de Hydrograaf koningin Wilhelmina en prinses Juliana van Vlaardingen naar Den Briel (Brielle) om de feestelijkheden rond de 350e verjaardag van de verovering van Den Briel door de Watergeuzen bij te wonen. Koningin en prinses brachten daarbij aan boord van de Hydrograaf op de rede van Den Briel de nacht door. Bij het koninklijk bezoek aan Zeeland van 5 tot en met 8 augustus 1924 verzorgde de Hydrograaf de overtochten Stavenisse-Zierikzee, Zierikzee-Middelburg (5 augustus), Veere-Kamperland, Kortgene-Wolphaartsdijk (7 augustus) en Hansweert-Walsoorden, Terneuzen-Breskens en Breskens-Vlissingen (8 augustus).

Hydrografische opname uitgevoerd vanaf Hr. Ms. Hydrograaf

In mei 1940 week het schip vanuit Vlissingen uit naar Engeland. Gedurende de Tweede Wereldoorlog werd het gebruikt als logementsschip voor de mijnenveegdienst. Op 25 september 1943 kwam het schip aan in Harwich voor gebruik als depotschip. Na de verovering van Zeeuws-Vlaanderen kwam het schip in oktober 1944 ter beschikking van de Commandant in Zeeland. Het deed meteen weer dienst als opnemingsvaartuig om de belangrijke toegang naar de haven van Antwerpen beter in kaart te brengen.
Na de oorlog kwam het schip weer in de vaart voor de Hydrografische Dienst. Als zodanig werd het op 16 oktober 1962 door de Koninklijke Marine uit de sterkte afgevoerd en vervangen door het moderne opnemingsvaartuig Zeefakkel. Het was het laatste kolengestookte stoomschip van de Koninklijke Marine.

## Zeekadetschip

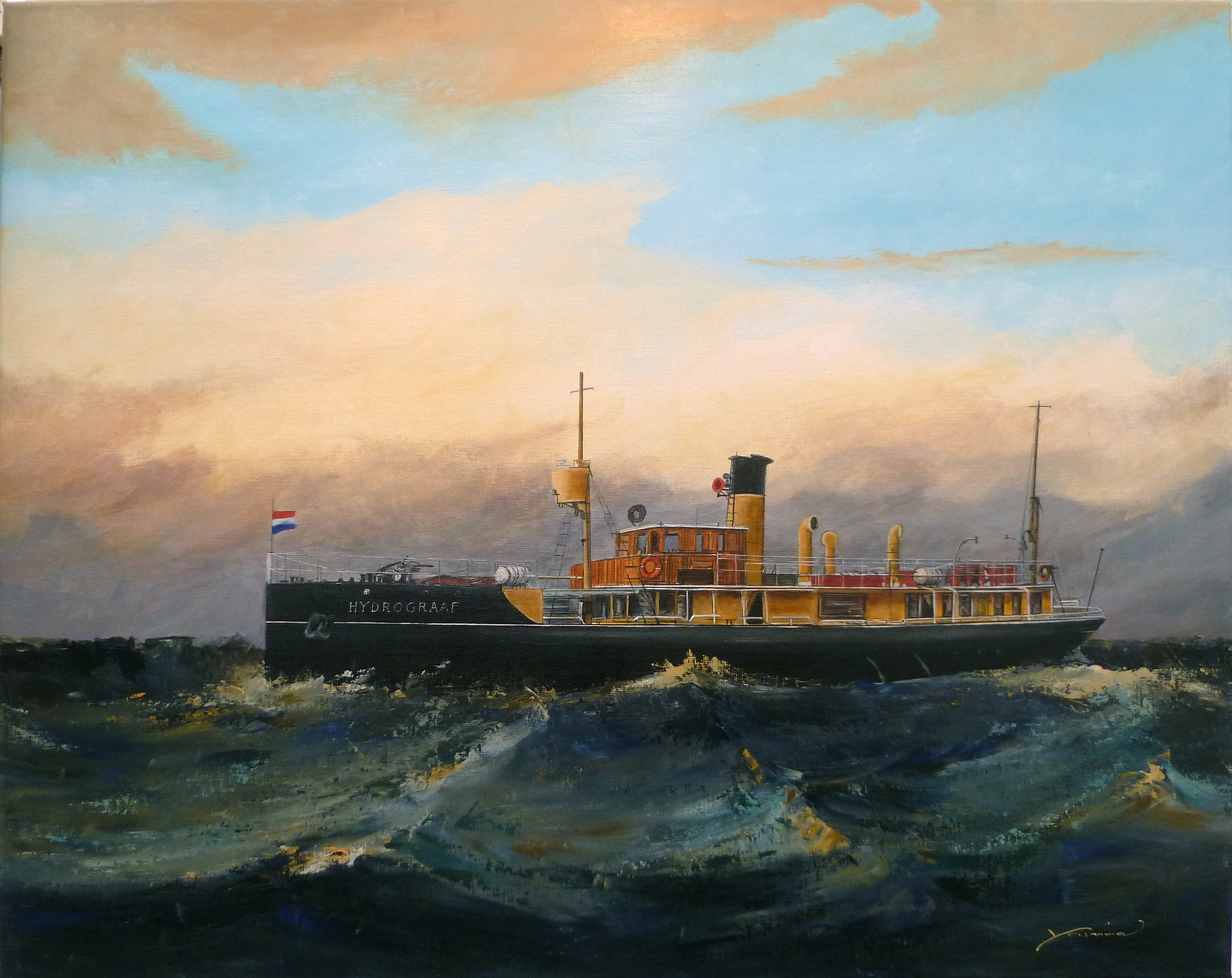
Artistieke impressie van de Hydrograaf door de Belgische kunstschilderes Yasmina

Het schip werd overgedragen aan het Zeekadetkorps te Rotterdam, waar het in oktober 1964 in gebruik werd genomen. Bij de overdracht verviel het Hr.Ms. uit de naam, omdat het niet meer onder commando van een marineofficier stond. Later kwam het in bezit van de korpsen Den Helder en Amsterdam. Het schip werd zo veel mogelijk teruggebracht in de oude staat. In 1982 nam het korps Amsterdam met het eigen korpsschip (gesleept) voor de eerste maal deel aan een zomerkamp in Oude Zeug (Wieringermeer). Door geldgebrek ging de conditie van het schip echter hard achteruit, liggend in de voormalige Zouthaven in Amsterdam.

## Partyschip
Eind 1983 werd het schip verkocht aan Harry Smit, die daarvoor in de havens om het IJsselmeer al vele botters, aken en blazers had opgeknapt. De Hydrograaf werd volledig gerestaureerd, binnen afgetimmerd als luxueuze salonboot en voorzien van twee Rolls-Royce dieselmotoren om er dagtochten mee te maken met gezelschappen. Tijdens de zeilmanifestatie Sail Amsterdam 1985 maakte het schip zijn debuut. Sindsdien is de Hydrograaf met als thuishaven Weesp te huur als partyschip. In 1993 werd het door Koningin Beatrix en Prins Claus benut, bij het bezoek aan Amsterdam van Koning Boudewijn en Koningin Fabiola van België.

## Pakjesboot 12
Vanaf 1985 maakt de publieke omroep gebruik van het schip als stoomboot van Sinterklaas en zijn gevolg bij de jaarlijkse landelijke intocht, die rechtstreeks op televisie wordt uitgezonden. Voor die gelegenheid wordt het schip tot Pakjesboot 12 omgebouwd. Overigens werd daarbij de rook uit de stoompijp geproduceerd met rookpotten, omdat de boot sinds de restauratie geen stoommachine meer heeft. Na 2004 wordt jaarlijks voor de gelegenheid een zware rookmachine geïnstalleerd. Een uitzondering hierop was de landelijke intocht van 2019. Sinterklaas moest toen de trein nemen omdat het kanaal van Apeldoorn, waar deze intocht plaatsvond, te smal was en Sinterklaas een nieuw paard had gekregen dat bang was voor water. Hij kwam toen met een stoomtrein van de VSM aan in Apeldoorn. De Hydrograaf werd daarom dat jaar als Pakjesboot 12 gebruikt bij de lokale intocht van Hoorn in plaats van bij de landelijke intocht. Ook in de Nederlandse speelfilm uit 2007 Alles is liefde die rond Sinterklaas afspeelt, werd de boot ingezet.
Sinds 2022 gaat de Hydrograaf niet meer door het leven als de oorspronkelijke Pakjesboot 12. In het Sinterklaasjournaal van dat jaar is te zien hoe er steeds meer water in de boot loopt, met uiteindelijk hevige lekkages waardoor de Sint en zijn gezelschap genoodzaakt waren het schip te verlaten (welke nog in Spanje lag). Deze boot zinkt dan ook uiteindelijk naar de bodem van de Spaanse zee. In Hellevoetsluis, de stad waar de Sint dit jaar zou aanmeren, bouwt ene meneer Hein Klein aan een vervangend exemplaar (dezelfde Hydrograaf alleen een nieuwe boot in de verhaallijn) waarmee verslaggever Rachel en meneer Klein Sinterklaas en de Pieten ophalen van het vliegveld, waar Sinterklaas was geland met het vliegtuig Goedheiligman-1. Op 21 november 2022 kreeg de Hydrograaf een nieuwe naam, De Stoomboot.

## Theater
Van 30 augustus tot en met 8 september 2006 fungeerde de Hydrograaf in Zeeland als varende schouwburg voor de theatervoorstelling De ondergang van de Titanic, een van de openluchtoptredens van het Zeeland Nazomer Festival. Het publiek maakte vanuit verschillende havens een tocht over de Zeeuwse wateren waarbij het in een rondgang over het schip het verhaal werd verteld over het zinken van de Titanic als metafoor voor de teloorgang van de westerse beschaving.